# Ahmed Bouajila
Pour les articles homonymes, voir Bouajila.
Ahmed Bouajila, né le 23 mai 1944 à Tunis, est un footballeur tunisien.
Il évolue durant toute sa carrière au poste de milieu de terrain au sein du Club africain.

## Carrière
- 1962-1972 : Club africain (Tunisie)[1]

## Palmarès
- Champion de Tunisie : 1964, 1967
- Vainqueur de la coupe de Tunisie : 1965, 1967, 1968, 1969, 1970

## Sélections
- 11 matchs internationaux[1]